# Schloss Stubenberg

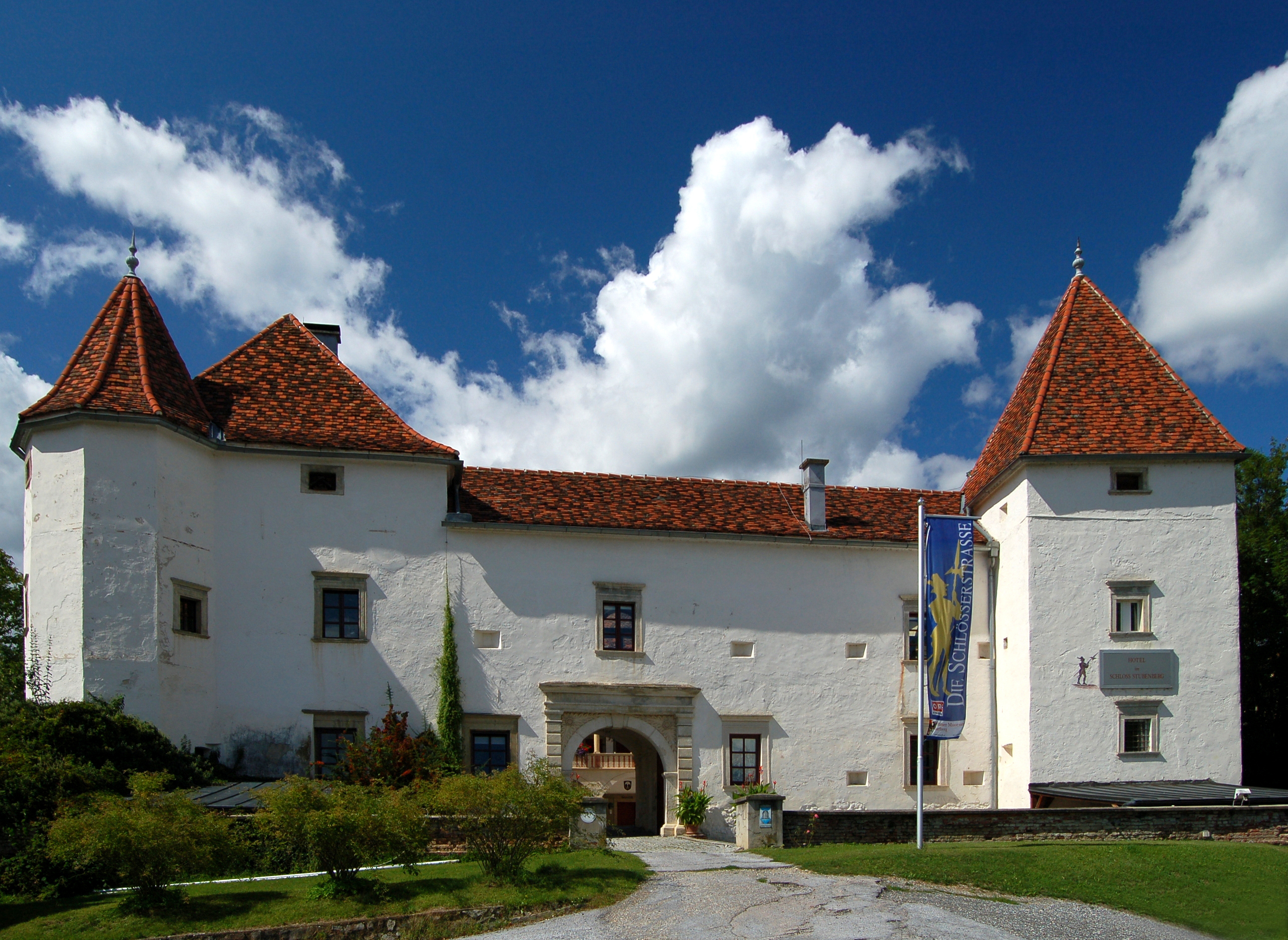
Schloss Stubenberg

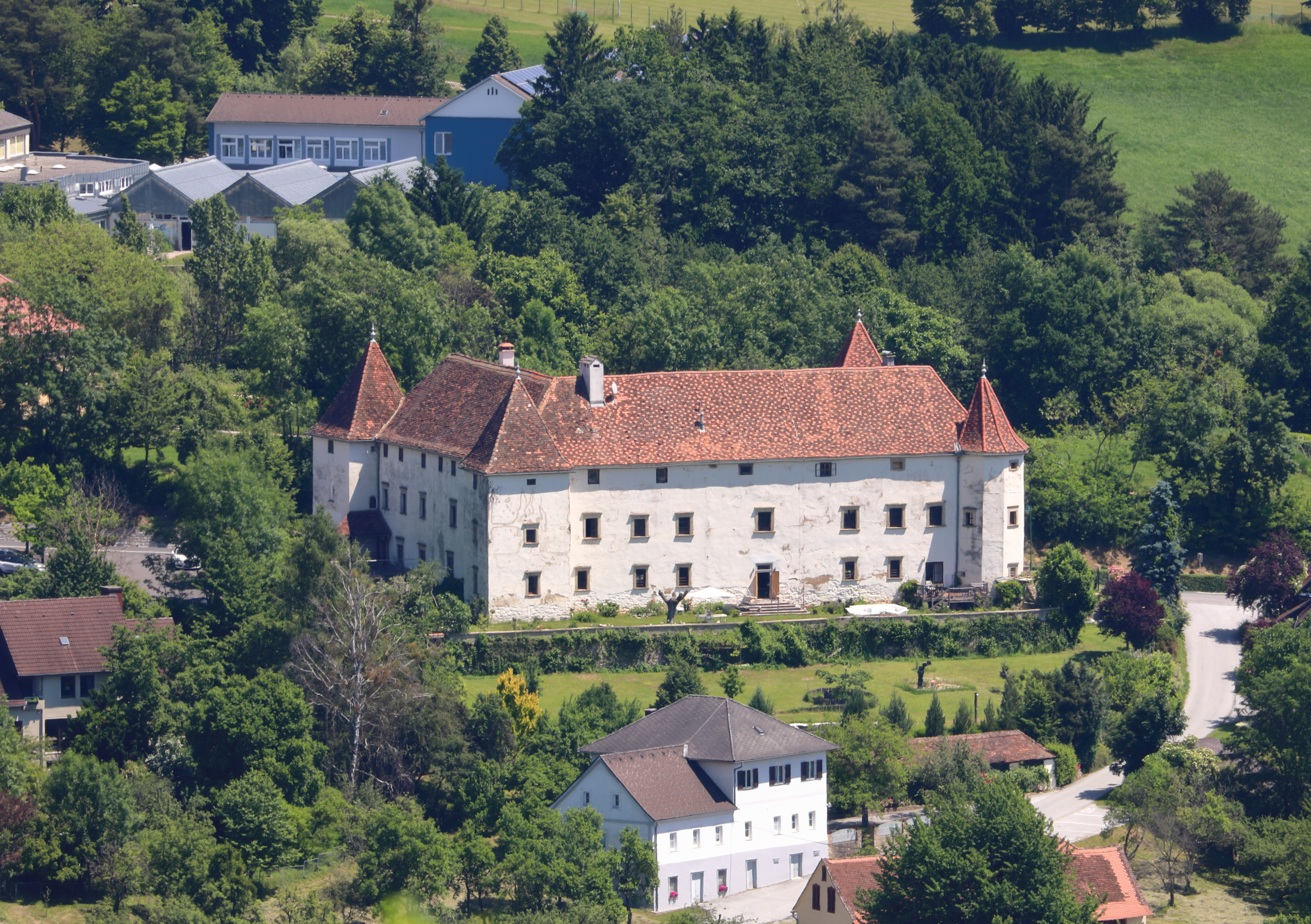
Südwestansicht des Schlosses Stubenberg

Schloss Stubenberg ist ein Schloss in Stubenberg am See in der Steiermark.

## Geschichte
Die Anlage aus dem 13. Jahrhundert, die auf den Fundamenten des Meierhofes der alten Burg im 16. Jahrhundert zum Schloss ausgebaut worden war, hat ihren Namen von einem der ältesten und bedeutendsten Adelsgeschlechter der Steiermark, den Herren von Stubenberg. Sie stellten bis zum 17. Jahrhundert fünf Landeshauptleute und mussten bei Bedrohung aus dem Osten mehr Pferde und Schützen aufbieten als der Erzbischof von Salzburg.
Da sich die Grafen von Stubenberg im 16. Jahrhundert der protestantischen Lehre zuwandten und Georg Sigmund mit dem größten Teil des Familienvermögens nach Bayern auswanderte, verlor das Geschlecht an Einfluss. Die Burg Stubenberg kam an die Drachsler, die als Bauherrn des Renaissanceschlosses mit seinem geschlossenen Arkadenhof überliefert sind (1581). Ab 1632 gehörte sie den Herbersteinern, im 19. Jahrhundert erwarben sie die Grafen Wurmbrand. Henriette Gräfin von Wurmbrand-Stuppach stiftete 1926 ein Kloster der Franziskanerinnen-Missionärinnen-Mariens, welches bis 1979 im Schloss Stubenberg untergebracht war.
1980 gelangte es in privaten Besitz von Frank und Margaritha Schleicher. Beginnend 1980 bis 2019 fanden hier öffentliche und private Veranstaltungen statt. Von 2001 bis 2018 führte Familie Schleicher einen Hotelbetrieb als Familienbetrieb mit 20 Betten. Die Familie Schleicher kümmerte sich bis 2020 um die Renovierung, Instandhaltung und Revitalisierung des Gebäudes. Zudem war das Schloss Stubenberg Mitglied des Tourismus- und Kulturverbandes Steirische Schlösserstraße. 

## Heutige Verwendung
Das Schloss wurde 2020 privat verkauft. Der Hotelbetrieb wurde 2018 eingestellt. 